# Mike Henderson
Michael Anthony Henderson, (nacido el 16 de febrero de 1961 en Jamaica, Federación de las Indias Occidentales) es un exjugador de baloncesto estadounidense. Con 2.05 de estatura, su puesto natural en la cancha era el de pívot.

## Trayectoria
- C. W. Post College (1983-1984)
- Long Island Knights (1985-1986)
- Liga de Inglaterra (1988-1989)
- Scaligera Basket Verona (1989-1990)
- Wichita Falls Texans (1989-1991)
- Granollers Esportiu Bàsquet (1991-1992)